# SD 바이오센서
SD 바이오센서(영어: SD BioSensor)는 대한민국의 체외진단기업이다.

## 제품
2025년 신속 분자진단 기술을 적용해 기존 제품 대비 검사 시간을 획기적으로 단축한 진단키트를 출시하였다